# Estadio Balaídos
Estadio Balaídos je nogometni stadion koji se nalazi u španjolskom gradu Vigu te je dom klubu Celta Vigo. Smješten je u Avenida Balaídos, u četvrti Coia. Stadion se gradio od 1925. do 1928. godine a otvoren je 30. prosinca 1928. Sastoji se od četiri tribine koje nose imena Tribuna, Río, Gol i Marcador dok ukupni kapacitet Balaídosa iznosi 31.800 sjedećih mjesta.
Na Balaídosu se odigralo nekoliko utakmica Svjetskog prvenstva 1982. kojem je Španjolska bila domaćin. Osim za nogometne utakmice, stadion služi i za održavanje koncerata, tako da je Balaídos bio jedna od posljednjih destinacija Madonnine koncertne turneje Blond Ambition World Tour krajem srpnja 1990.

## Povijest
U rujnu 1924. je grupa lokalnih gospodarstvenika kupila zemljište površine 75.000 kvadrata s ciljem da se na njemu izgradi nogometni stadion. Također, jedan od prvih koraka bilo je preusmjeravanje rijeke Lagares. Stadion je dizajnirao arhitekt Jenaro de la Fuente Álvarez dok su sami gospodarstvenici osnovali vlastitu kompaniju Stadium de Balaídos, S.A. koja je provodila radove njegove izgradnje.
Estadio Balaídos je službeno otvoren 30. prosinca 1928. a blagoslovio ga je vanjski vikar, otac Faustino Ande. Tom prilikom Celta Vigo je odigrala prijateljsku utakmicu protiv baskijske momčadi Real Unión. Svečani prvi udarac izvela je Carmen Gregorio-Espino, kćer tadašnjeg gradonačelnika Adolfa Gregorija Espine. Celta je tu utakmicu dobila s visokih 7:0 a prvi pogodak na novom stadionu zabio je Graciliano.
Stadion se prvi puta proširivao 1967. a drugi puta 1982. godine zbog potreba Svjetskog nogometnog prvenstva u Španjolskoj. Također, nakon što se klub po prvi puta u svojoj povijesti kvalificirao u Ligu prvaka u sezoni 2003./04., Estadio Balaídos nije zadovoljavao potrebne kriterije kako bi se na njemu igrale europske utakmice. Zbog toga se čak razmatralo da se domaće utakmice održavaju na Portovom Estádio do Dragãu. Ipak, svi nedostaci Celtinog stadiona su ispravljeni tako da je klub ipak ugostio europske protivnike.

## Nuevo Balaídos
Zbog lošeg stanja stadiona, kroz povijest su se javljale inicijative za izgradnjom novog Celtinog stadiona koji bi se zvao Nuevo Balaídos.
2003. godine predsjednik kluba Horacio Gómez je predstavio ambiciozan projekt izgradnje novog stadiona i popratnih sadržaja. Na površini od 95.000 kvadratnih metara bi se osim stadiona nalazili i sportski i šoping centar te hotel. Sam projekt je odobrila galicijska banka Novacaixagalicia ali su ga odbile lokalne vlasti predvođene jakom opozicijom Javiera Riere. On je kao generalni direktor lokalne automobilske industrije PSA Peugeot Citroën smatrao da bi novi stadion u blizini tvornice uzrokovao veliki poremećaj na tom području.
15. rujna 2009. dogradonačelnik Viga, Santiago Domínguez, predstavio je kandidaturu grada španjolskom nogometnom savezu za domaćinstvo utakmica Svjetskog prvenstva 2018. Prema njegovom prijedlogu, radilo bi se o nadogradnji postojećeg stadiona. Tako bi se primjerice uklonila atletska staza čime bi se tribine približile travnjaku a ukupni kapacitet bi se povećao s 31.800 na 42.381 mjesta. Procijenjeni troškovi bi iznosili 123 milijuna eura od čega bi 104 milijuna otpadalo na obnovu stadiona a 19 milijuna na izgradnju podzemne garaže i obnovu područja oko stadiona.
Za domaćinstvo utakmica prijavilo se ukupno 24 grada dok su Vigu konkurenciju predstavljali tek tri grada sa sjeverozapada zemlje za koje je odlučeno da budu jedna od španjolskih regija domaćina. Konkurencija su bili A Coruña (Riazor, Deportivo La Coruña), Gijón (El Molinón, Sporting Gijón) i Oviedo (Estadio Carlos Tartiere, Real Oviedo). Sam španjolski nogometni savez je 13. travnja 2010. donio odluku da će grad Vigo a time i stadion Balaídos ući na službenu listu gradova kandidata koji će biti predstavljeni FIFA-i.

## Nogometne utakmice

### SP 1982. - skupina 1
| 14. lipnja 1982. 17:15 |     |         |                                                                                                   |
| Italija                | 0:0 | Poljska | Balaídos, Vigo Utakmica:: Utakmica skupine 1 Gledatelja: 33.000 Sudac: Michel Vautrot (Francuska) |
|                        |     |         | Balaídos, Vigo Utakmica:: Utakmica skupine 1 Gledatelja: 33.000 Sudac: Michel Vautrot (Francuska) |

| 18. lipnja 1982. 17:15 |     |          | |
| Italija                | 1:1 | Peru     | Balaídos, Vigo Utakmica: Utakmica skupine 1 Gledatelja: 25.000 Sudac: Walter Eschweiler (Zapadna Njemačka) |
| Conti 18'              |     | Díaz 83' | Balaídos, Vigo Utakmica: Utakmica skupine 1 Gledatelja: 25.000 Sudac: Walter Eschweiler (Zapadna Njemačka) |

| 23. lipnja 1982. 17:15 |     |            |                                                                                               |
| Italija                | 1:1 | Kamerun    | Balaídos, Vigo Utakmica: Utakmica skupine 1 Gledatelja: 20.000 Sudac: Bogdan Dočev (Bugarska) |
| Graziani 60'           |     | M'Bida 61' | Balaídos, Vigo Utakmica: Utakmica skupine 1 Gledatelja: 20.000 Sudac: Bogdan Dočev (Bugarska) |

## Vanjske poveznice
- Informacije o stadionu